# Eve Ewing
Eve Louise Ewing (nascida em 1986) é uma socióloga, autora, poetisa e artista visual americana da cidade de Chicago, em Illinois. Ewing é professora titular da Escola de Administração de Serviço Social da Universidade de Chicago. Sua pesquisa acadêmica na sociologia da educação inclui seu livro de 2018, Ghosts in the Schoolyard: Racism and School Closings on Chicago's South Side, um estudo sobre o fechamento de escolas em Chicago. Ela é a ex-editora da Seven Scribes e autora da coleção de poesia Electric Arches, lançada em setembro de 2017. Em 2019, publicou 1919, uma coleção de poesia centrada no motim racial de Chicago em 1919. Além disso, Ewing é o autora da série de quadrinhos Ironheart para a Marvel centrada na jovem heroína Riri Williams.

## Primeiros anos e educação
Ewing cresceu no bairro de Logan Square, em Chicago. Sua mãe trabalhava como repórter e produtora de rádio e seu pai, um artista. Ewing frequentou a Northside College Preparatory High School, até iniciar sua vida acadêmica na Universidade de Chicago. Ela obteve um Master of Arts de ensino em Educação Elementar pela Dominican University e deu aulas de Artes da Linguagem no ensino secundário nas Escolas Públicas de Chicago antes de frequentar Harvard, onde obteve um Masters of Education in Education Policy and Management (2013), até concluir seu doutorado pela Escola de Pós-Graduação em Educação na Universidade Harvard (2016). Em Harvard, Ewing atuou como editora e co-presidente da Harvard Educational Review.

## Carreira

### Destaque como poetisa
A temática da escrita de Ewing inclui poesia, prosa e jornalismo, além de sua bolsa de estudos. Ela foi indicada ao Prêmio Pushcart e finalista do Prêmio Pamet River para um primeiro ou segundo livro completo de poesia ou prosa de uma autora identificada como mulher ou genderqueer. A ProPublica indicou seu artigo Seven Scribes sobre a luta para salvar a Chicago State University em sua lista de "As melhores leituras sobre a história problemática da raça na América". Escrevendo para a The Huffington Post, Zeba Blay incluiu o ensaio de Ewing sobre a morte de Joshua Beal em uma lista dos "30 dos artigos mais importantes de pessoas de cor em 2016". Para a National Public Radio, Gene Demby elogiou o "ensaio comovente de Ewing (...) sobre a luta pelo futuro da Dyett High em Chicago". Na Chicago Magazine em 2017, Adam Morgan a descreveu como um dos "ícones culturais mais visíveis" da cidade. Ewing é colaboradora da antologia de 2019, New Daughters of Africa, editada por Margaret Busby.
Ewing também chamou a atenção por seus comentários sobre assuntos como colorismo, school choice, financiamento federal de artes, Frank Ocean e Harper Lee, diversidade racial no lançamento de livros e na cultura visual. A conta de Ewing no Twitter, operada como "Wikipedia Brown", atraiu 30 milhões de visualizações por mês em setembro de 2017.
Ewing atua no conselho editorial de In These Times, como codiretora da organização artística Crescendo Literary, e como cofundadora do coletivo de poesia Echo Hotel com Hanif Abdurraqib.

#### Electric Arches
O primeiro livro de Ewing, uma coleção de poesia, prosa e arte visual intitulada Electric Arches, foi publicado pela editora Haymarket Books em 12 de setembro de 2017. Ewing afirmou que todo o livro é baseado em incidentes da vida real que aconteceram com ela.
A revista Publishers Weekly nomeou Electric Arches como um de seus livros mais esperados do outono de 2017 (foram antecipadas 14 mil cópias para o lançamento), intitulando-o de "estreia impressionante". A Paris Review, por sua vez, definiu Electric Arches como uma escolha da equipe para a semana de 1.º de setembro de 2017, observando que Ewing escreve "incisivo e ternamente" com "versos de conversação (...) embalando o leitor em um território que parece familiar, mesmo quando não é — em um mundo de 'verde cigarro Kool', 'picolés de limão' e 'luz prometida'." Escrevendo para o Pacific Standard, Elizabeth King descreveu Electric Arches como "ao mesmo tempo um retrato da casa [de Ewing em Chicago], uma carta terna para a juventude negra e um apelo ao público para pensar além dos limites do racismo sistêmico". O livro ganhou o prêmio Alex 2018 da Young Adult Library Services Association, ligado a American Library Association, além do prêmio de poesia Chicago Review of Books de 2017 e o prêmio Norma Farber First Book da Poetry Society of America.

#### Histórias em quadrinhos
Ewing é o atual escritor da série Ironheart da Marvel, cuja primeira edição foi publicada em novembro de 2018. Ela também escreveu para Ms. Marvel, Marvel Team-Up e Monica Rambeau. Em 2023, ela se tornou a primeira autora negra da série Pantera Negra.

##### 1919
1919 é uma coleção de poemas e canções infantis baseada no apedrejamento e consequente afogamento de Eugene Williams no Lago Michigan e no motim racial de Chicago em 1919. 1919 traz trechos de "The Negro In Chicago: A Study On Race Relations And A Race Riot", um texto encomendado pela cidade de Chicago e escrito após os tumultos como uma tentativa de entender como e por que os eventos ocorreram e o que poderia ser feito para garantir que os distúrbios raciais nunca mais ocorressem. Trechos de "The Negro in Chicago" são usados no início dos poemas de Ewing para fornecer contexto adicional para sua escrita. 1919 foi publicado em 2019 e foi escolhido como Melhor Livro pela National Public Radio, Livro Notável  pela Chicago Tribune, Melhor Livro de Poesia pela Chicago Review, Melhor Livro Feminino no Verão de 2019 pela O, The Opra Magazine, Melhor Leitura de Poesia pela The Millions em junho deste ano, e pela categoria de Leituras Mais Esperadas pelo LitHub no verão daquele período.

### Bolsa de Estudos
A pesquisa acadêmica de Ewing se concentra no fechamento de escolas. Ela obteve um doutorado pela Harvard Graduate School of Education, escrevendo uma dissertação sobre o fechamento de escolas em Chicago intitulada "Escolas fechadas na metrópole negra: raça, história e discurso no lado sul de Chicago". Seu livro sobre fechamento de escolas, Ghosts in the Schoolyard: Racism and School Closings on Chicago's South Side, foi lançado em outubro de 2018 pela University of Chicago Press. Ghosts in the Schoolyard examina o desaparecimento de escolas públicas no distrito de Bronzeville, em Chicago, após a demolição de habitações públicas, além de analisar os esforços da comunidade para manter as escolas abertas, incluindo uma greve de fome em toda a comunidade. Em seu livro, Ewing introduz um conceito chamado "luto institucional", que se refere aos múltiplos impactos negativos vivenciados pelos moradores de áreas onde as escolas foram fechadas. De acordo com The Chicago Reader, "ela acha que o fechamento de escolas é uma forma de violência sancionada publicamente que não apenas inviabiliza o futuro das crianças negras, mas também apaga o passado de uma comunidade".
Ewing foi bolsista de pós-doutorado do reitor na Universidade de Chicago, depois tornou-se professora assistente na Escola de Administração de Serviço Social da Universidade de Chicago em 2018.

### Arte visual
Além de escrever e pesquisar, Ewing é uma artista visual. Em 2016, ela se tornou a artista residente na inauguração do Boston Children's Museum. Na sua estreia, "A Map Home" explorou o lugar e a exploração da infância. O projeto virou tema de um curta-metragem de Rene Dongo  e de um episódio intitulado Coloring Coorain!, da websérie de Coorain Lee.
Ewing também atuou como gerente de programa e comunidade no Urbano Project, um projeto de artes e ativismo para jovens em Boston, capital de Massachusetts.

### Podcast
Ewing lançou um podcast chamado Bughouse Square em outubro de 2018. Usando imagens de arquivo do historiador oral Studs Terkel no início de cada episódio, Ewing então entrevista um convidado em uma conversa com temas paralelos. De acordo com a BroadwayWorld, "comentários convincentes de convidados e percepções do apresentador trazem à vida os tópicos mais provocativos e atraentes da época de Terkel e da nossa, e a série inclui conversas gravadas com figuras seminais como James Baldwin, Shel Silverstein e Lorraine Hansberry, além de novas trocas com professores, autores e críticos culturais."

## Vida pessoal
Ewing é casada com Damon Jones, professor associado da Harris School of Public Policy, ligado a Universidade de Chicago.

## Prêmios e honrarias
- 2016–2017, Distinguished Dissertation Award, American Educational Research Association;[63]
- 2017, Top 10 Melhores Livros do Ano, Chicago Tribune;[64]
- 2017, Top 10 Melhores Melhores Livros do Ano, Biblioteca Pública de Chicago;[65]
- 2018, Alex Award, Young Adult Library Services Association da American Library Association;[66]
- 2019, Melhores livros do Ano, National Public Radio;[37]
- 2019, Livros Notáveis do Ano, Chicago Tribune;[38]
- 2019, Melhor Livro de Poesia; Chicago Review of Books;[39]
- 2019, Melhores Livros Femininos do Verão em O, The Oprah Magazine;[40]
- 2019, Melhor Leitura de Poesia do mês de junho pelo The Millions;[41]
- 2019, Leituras Mais Esperadas do Verão em LitHub.[42]